# Rotala diandra
Rotala diandra är en fackelblomsväxtart som beskrevs av Ferdinand von Mueller. Rotala diandra ingår i släktet Rotala och familjen fackelblomsväxter. Inga underarter finns listade i Catalogue of Life.